# エア・ウォーター・パフォーマンスケミカル
エア・ウォーター・パフォーマンスケミカル株式会社（英文名称AIR WATER PERFORMANCE CHEMICAL INC.）は、機能化学品の製造を行う化学メーカー。
大東化学、かつて三菱化学の関連会社であった川崎化成工業、エア・ウォーターの電材開発事業部が事業統合して2021年10月1日に発足した。

## 主な製品
- 電子材料
  - ポリイミドモノマー
  - 熱硬化性フェノール樹脂
  - 機能化学製品
- 基礎化学品
  - 有機酸製品
    - 無水フタル酸
    - コハク酸
    - フマル酸

  - 無機化学品
- 機能材料
  - キノン系製品
    - ナフトキノン
    - アントラキノンなど

  - 有機酸誘導体
    - 芳香族ポリエステルポリオール（商品名「マキシモール」、ウレタン樹脂原料）
- 食品機能材料
- その他酢酸塩

## 沿革

### 川崎化成工業
- 1948年（昭和23年） - 東京都中央区に、ナフタリンの精製を目的として中央化成工業株式会社を設立。同年、大森工場を開設。
- 1951年（昭和26年） - 無水フタル酸の製造開始
- 1953年（昭和28年） - コハク酸の製造開始
- 1954年（昭和29年） - 川崎市川崎区に千鳥工場開設
- 1955年（昭和30年） - 中央化成工業全額出資により、川崎化成工業設立
- 1956年（昭和31年） - 川崎化成工業が中央化成工業を吸収合併
- 1958年（昭和33年） - 世界初の、ヘンケルス法によるテレフタル酸製造開始
- 1961年（昭和36年） - 東京証券取引所・大阪証券取引所に上場
- 1962年（昭和37年） - リンゴ酸の製造開始
- 1971年（昭和46年） - 大森工場閉鎖、テレフタル酸製造終了
- 2003年（平成15年） - 大阪証券取引所上場廃止
- 2009年（平成21年） - リンゴ酸の製造中止、川崎工場（塩浜）の生産停止
- 2015年（平成27年） - 株式公開買付けにより、エア・ウォーター株式会社の子会社となる。三菱ケミカルホールディングス（三菱化学）グループから離脱。
- 2018年（平成30年）3月 - 株式公開買付けにより、エア・ウォーター株式会社が92.44%の株式を取得。
- 2018年（平成30年）5月 - 東京証券取引所第二部上場廃止、株式売渡請求によりエア・ウォーター株式会社の完全子会社となる。

### 大東化学
- 1950年（昭和25年） - 日東倉庫建物（現・三井物産）の資本により設立
- 1960年（昭和35年） - 富士写真フイルムの資本参加

### エア・ウォーターケミカルカンパニー電材開発事業部
- 1958年（昭和33年） - 和歌山化学工業設立
- 1967年（昭和42年） - 住金化工に社名変更
- 1998年（平成10年） - 住金ケミカルに社名変更
- 2002年（平成14年） - 住金エア・ウォーター・ケミカルに社名変更
- 2006年（平成18年） - エア・ウォーターに統合

### エア・ウォーター・パフォーマンスケミカル
- 2021年（令和3年）7月 - 会社設立
- 2021年（令和3年）10月 - 川崎化成工業及び大東化学を吸収合併するとともに、エア・ウォーターの電材開発事業部に関する事業を会社分割で継承し、事業開始
- 2023年（令和5年）4月 - エア・ウォーター・ベルパール株式会社を吸収合併

## 事業所
- 本社 - 〒212-0014 神奈川県川崎市幸区大宮町1310 ミューザ川崎セントラルタワー6F
- 川崎工場・研究所 〒210-0865 神奈川県川崎市川崎区千鳥町1番2号
- 湘南工場・研究所 〒254-0022 神奈川県平塚市須賀2700番地
- 静岡工場 〒437-1612 静岡県御前崎市池新田7950番地の2
- 防府工場 〒747-0823 山口県防府市鐘紡町3番1号